# キルダンガンスタッド
キルダンガンスタッド（Kildangan Stud）は、アイルランドキルデア県にあるダーレーグループ傘下で、主に種牡馬を繋養している牧場である。
代表者はシェイク・モハメド殿下。
マイケル・オズボーンの墓がある。

## 主な繋養馬

### 種牡馬
- Teofilo（2008年～）
- Raven's Pass（2009年～）
- Blue Point（2020年～）
- ナイトオブサンダー
- ガイヤース
- スペースブルース
- アースライト
- ネイヴァルクラウン
- Native Trail (2024年～)

### 過去の繋養馬
- プロフィタブル
- Bertolini（2006年～）
- King's Best（2001年～）
- Noverre（2003年～）
- Refuse To Bend（2005年～）
- In The Wings（1991年～2004年、死亡）
- Lend A Hand（2001年～2005年）
- ザール / Xaar（2000年～2007年、ダーレージャパンスタリオンコンプレックスに輸出）
- バチアー（2001年、社台スタリオンステーション荻伏に輸出）
- Echo Of Light
- Kheleyf（2006年～）
- Manduro
- Iffraaj
- Vale of York
- Epaulette
- Reckless Abandon
- Cape Cross（2000年～）
- Shamardal（2006年～）
- Casamento
- Dawn Approach
- Exceed And Excel
- Helmet
- Slade Power